# ЗРП-2
ЗРП-2 или  «Тропа» (неофициальное прозвище в ВС России — «Чушка», «Змей Горыныч») — советский (российский) переносной удлинённый заряд разминирования, предназначенный для расчистки (проделывания, создания) проходов-троп на минном поле взрывным способом.
ЗРП-2 допускает его переноску за плечами военнослужащего. Также транспортирование ЗРП-2, в упаковке и в ранце, может осуществляться всеми видами и типами транспорта, в соответствии с существующими правилами перевозки боевых припасов.

## Устройство
Комплект заряда состоит из:
- детонационного кабеля;
- порохового реактивного двигателя;
- соединительного каната;
- взрывателя;
- тормозного шнура;
- пускового станка;
- анкера;
- пускового устройства УП-60;
- ранца для переноски.

Пуск минного детонатора производится с оборудованной на грунте позиции, при помощи пускового устройства УП-60. Расчёт ЗРП-2 состоит из двух человек, но управиться с детонатором может и один опытный военнослужащий.
Подрыв заряда осуществляется дистанционно взрывателем механического действия. Выравнивание заряда на минном поле производится вручную тормозным шнуром за время горения пиротехнического замедлителя взрывателя. Взрыв удлинённого заряда обеспечивает надёжное срабатывание взрывателей противопехотных мин нажимного действия (типа ПМН, ПМН-2, ПМН-4, ПМД-6М, и других). Комплект заряда может десантироваться на грузовой платформе ПГС-500 или в грузовом контейнере ГК-30.

## Основные тактико-боевые характеристики
Основные тактико-боевые характеристики Заряда разминирования переносного — 2-й модели:
- Расчёт — один — два человека;
- Масса комплекта в упаковке — 50 килограмм;
- Масса комплекта в ранце — 34 килограмм;
- Длина заряда — 60 метров;
- Дальность подачи заряда — 140—160 метров;
- Размеры прохода в противопехотном минном поле, метров:
  - длина — 54 метра;
  - ширина — 0,4 метра.
- Время на подготовку к пуску — пять минут.

## Боевое применение
- Первая чеченская война — использовались как чеченскими боевиками, так и федеральными войсками.
- Вторая чеченская война — использовались как чеченскими боевиками, так и федеральными войсками.
- Вооружённый конфликт на востоке Украины[2].

## В кино
- «Грозовые ворота» — использовались чеченскими боевиками при подходе к перевалу, где были дислоцированы российские мотострелки.